# Calappoidea
Calappoidea is een superfamilie van krabben en omvat de volgende families:

## Families
- Calappidae (De Haan, 1833)
- Matutidae (De Haan, 1835)